# Gustavo Cersósimo
Gustavo Cersósimo Michelini (Montevideo, 1953) es un abogado y político uruguayo perteneciente al Partido Colorado.

## Biografía
Hijo del también político Pedro Cersósimo, es casado y tiene tres hijos.
Estudió en la Facultad de Derecho de la Universidad de la República, donde se graduó como abogado.
Milita desde su juventud en el Partido Colorado, en filas del pachequismo. Dirige la agrupación Lista 8 de San José, fundada por Lisandro Cersósimo.
Fue director de Tránsito y Transporte en la Intendencia de Montevideo durante el gobierno municipal de Julio Iglesias (1988-1990). Durante el gobierno de Luis Alberto Lacalle fue subsecretario del Ministerio de Industria, Energía y Minería (1990-1994).
En las elecciones municipales de 2000 se postula a la intendencia de San José por el Foro Batllista, oponiéndose a la tendencia de apoyar al blanco Juan Chiruchi.
Activo en la radiodifusión, representó a ANDEBU. En 2001-2005 integró el Consejo Directivo del SODRE.
A inicios de 2009 adhiere al movimiento Vamos Uruguay. Es electo diputado por el departamento de San José para el periodo 2010-2015.
Miembro de Comisiones Constitución, Códigos, Legislación General y Administración y miembro de la Comisión de Población y Desarrollo de la Cámara de Diputados 2010-2015.
Director del Banco Hipotecario del Uruguay desde 2015.